# Phare de Ploumanac'h
Le phare de Ploumanac'h (officiellement phare de Mean Ruz) est un bâtiment construit en granite rose, qui indique l'entrée de la passe menant au port de Ploumanac'h, dans la commune de Perros-Guirec (département des Côtes-d'Armor, en Bretagne).

## Historique
Le premier phare de Ploumanac'h date de 1860. Détruit par les troupes allemandes le 4 août 1944, il a été remplacé par le phare actuel en 1946 (premier allumage en octobre 1948). De nuit, il est repérable grâce à son feu rouge à occultations avec un secteur blanc visible entre l'île Tomé et l'île Rouzic. La version actuelle a été construite par Martin et frère (entreprise de BTP local de l'époque) selon les plans des architectes Henry Auffret et Hardion. Ces derniers ont dû travailler de concert avec les Beaux-Arts pour construire la tour en granite rose de La Clarté, de manière qu'il s'harmonise avec le cadre environnant, classé et protégé peu avant la guerre. Les mosaïques intérieures sont l’œuvre du mosaïste rennais Isidore Odorico.
Depuis le phare, on a une vue directe sur le château de Costaérès, l'île Renote et sur l'archipel des Sept-Îles.

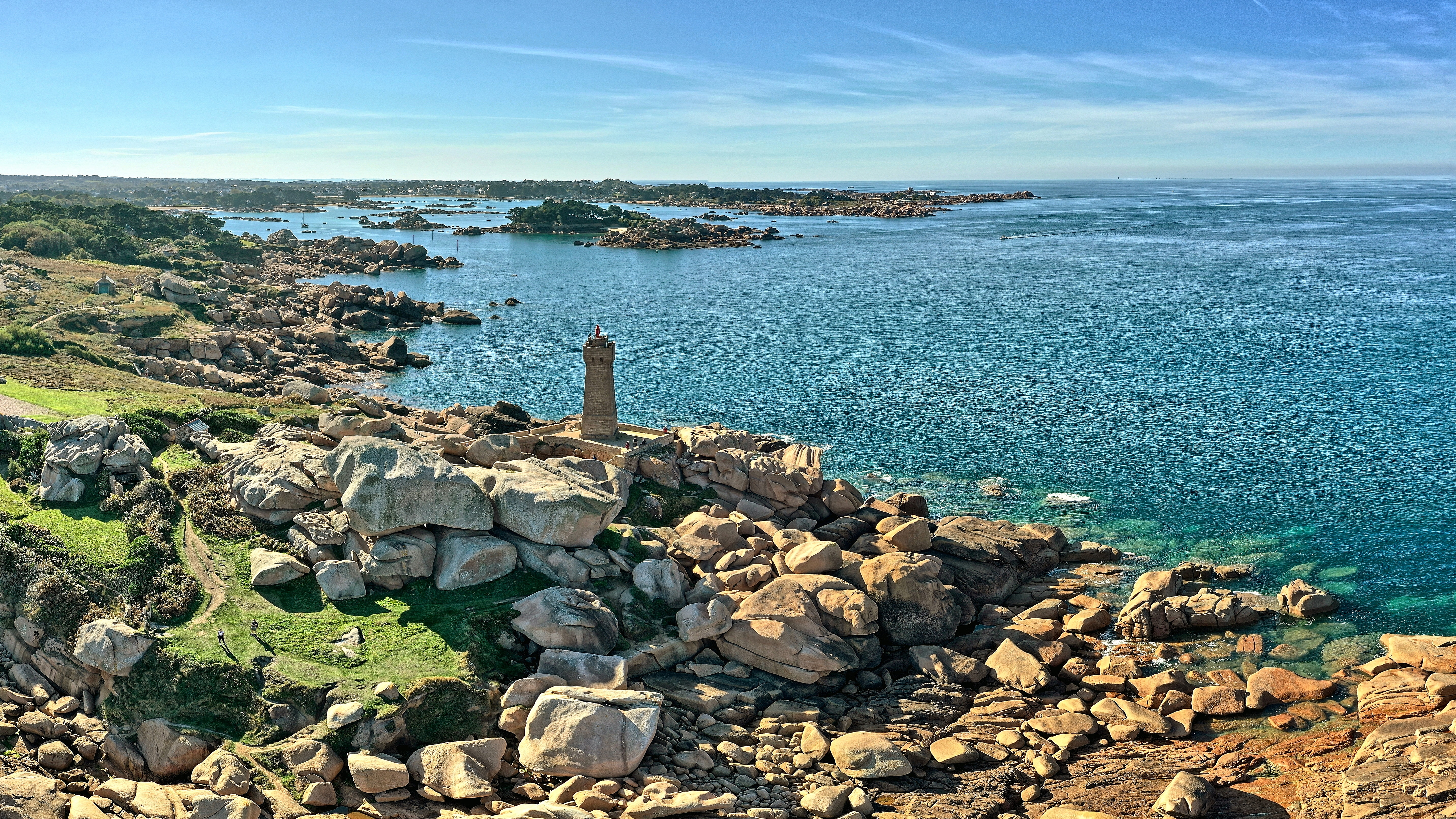
Le phare devant les îles.

## Étymologie
Le phare tire son nom usuel du village voisin de Ploumanac'h signifiant en français la « mare du moine ». Le nom officiel « phare de Mean Ruz » est issu d'une cacographie de l'expression bretonne Maen Ruz, signifiant pierre rouge.